# Ephyriades
Ephyriades is een geslacht van vlinders van de familie dikkopjes (Hesperiidae), uit de onderfamilie Pyrginae.

## Soorten
- E. arcas (Drury, 1773)
- E. brunnea (Herrich-Schäffer, 1864)
- E. eugramma (Mabille, 1888)
- E. zephodes (Hübner, 1825)